# Omenuke Mfulu
Omenuke Mfulu (Brazzaville, 20 marzo 1994) è un calciatore congolese (Repubblica Democratica del Congo), centrocampista svincolato.

## Caratteristiche tecniche
È un centrocampista difensivo che può essere adattato a terzino destro.

## Carriera

### Nazionale
Il 9 ottobre 2020 ha esordito in nazionale da titolare, poi sostituito al 52', nell'amichevole persa per 0-3 in casa del Burkina Faso; nel 2023 ha partecipato alla Coppa d'Africa.

## Statistiche

### Presenze e reti nei club
Statistiche aggiornate al 29 ottobre 2024.
| Stagione              | Squadra               | Campionato            | Campionato | Campionato | Coppe nazionali | Coppe nazionali | Coppe nazionali | Coppe continentali | Coppe continentali | Coppe continentali | Altre coppe | Altre coppe | Altre coppe | Totale | Totale | Totale |
| Stagione              | Squadra               | Comp                  | Pres       | Reti       | Comp            | Pres            | Reti            | Comp               | Pres               | Reti               | Comp        | Pres        | Reti        | Pres   | Reti   |        |
| --------------------- | --------------------- | --------------------- | ---------- | ---------- | --------------- | --------------- | --------------- | ------------------ | ------------------ | ------------------ | ----------- | ----------- | ----------- | ------ | ------ | ------ |
| 2014-15               | Stade Reims           | L1                    | 7          | 0          | CF+CdL          | 1+0             | 0               | -                  | -                  | -                  | -           | -           | -           | 8      | 0      |        |
| 2015-16               | Stade Reims           | L1                    | 13         | 0          | CF+CdL          | 1+1             | 0               | -                  | -                  | -                  | -           | -           | -           | 15     | 0      |        |
| Totale Stade de Reims | Totale Stade de Reims | Totale Stade de Reims | 20         | 0          |                 | 3               | 0               |                    | -                  | -                  |             | -           | -           | 23     | 0      |        |
| 2016-17               | Stade Reims 2         | CFA                   | 12         | 0          | -               | -               | -               | -                  | -                  | -                  | -           | -           | -           | 12     | 0      |        |
| 2017-18               | Red Star              | CN                    | 21         | 0          | CF+CdL          | 0+1             | 0               | -                  | -                  | -                  | -           | -           | -           | 22     | 0      |        |
| 2018-19               | Red Star              | L2                    | 27         | 0          | CF+CdL          | 3+0             | 0               | -                  | -                  | -                  | -           | -           | -           | 30     | 0      |        |
| Totale Red Star       | Totale Red Star       | Totale Red Star       | 48         | 0          |                 | 4               | 0               | -                  | -                  | -                  | -           | -           | -           | 52     | 0      |        |
| 2019-20               | Elche                 | SD                    | 18+4       | 0          | CR              | 3               | 0               | -                  | -                  | -                  | -           | -           | -           | 25     | 0      |        |
| 2020-21               | Elche                 | PD                    | 20         | 0          | CR              | 2               | 0               | -                  | -                  | -                  | -           | -           | -           | 22     | 0      |        |
| Totale Elche          | Totale Elche          | Totale Elche          | 38+4       | 0          |                 | 5               | 0               | -                  | -                  | -                  | -           | -           | -           | 47     | 0      |        |
| 2021-22               | Las Palmas            | SD                    | 28+2       | 0          | CR              | 0               | 0               | -                  | -                  | -                  | -           | -           | -           | 30     | 0      |        |
| 2022-23               | Las Palmas            | SD                    | 30         | 0          | CR              | 1               | 0               | -                  | -                  | -                  | -           | -           | -           | 31     | 0      |        |
| 2023-24               | Las Palmas            | PD                    | 5          | 0          | CR              | 3               | 0               | -                  | -                  | -                  | -           | -           | -           | 8      | 0      |        |
| Totale Las Palmas     | Totale Las Palmas     | Totale Las Palmas     | 63+2       | 0          |                 | 4               | 0               | -                  | -                  | -                  | -           | -           | -           | 69     | 0      |        |
| 2024-2025             | Deportivo La Coruña   | SD                    | 8          | 0          | CR              | 0               | 0               | -                  | -                  | -                  | -           | -           | -           | 8      | 0      |        |
| Totale carriera       | Totale carriera       | Totale carriera       | 195        | 0          |                 | 16              | 0               | -                  | -                  | -                  | -           | -           | -           | 211    | 0      |        |